# Seznam senatorjev enajste italijanske legislature
Seznam senatorjev 11. legislature Republike Italije je urejen po političnih strankah.

## Krščanska demokracija
- Lucio Abis
- Lorenzo Acquarone
- Giulio Andreotti
- Alfredo Bargi (konec mandata 24. 11. 1993)
- Romano Cataldo Forleo (začetek mandata 25. 11. 1993)

- Angelo Bernassola
- Carlo Bernini
- Carlo Bo
- Ivo Butini
- Paolo Cabras
- Mario Campagnoli
- Umberto Cappuzzo
- Natale Carlotto
- Diego Carpenedo
- Andreino Carrara
- Severino Citaristi
- Giovanni Silvestro Coco
- Maria Paola Colombo Svevo
- Mario Condorelli
- Carlo Costalli (začetek mandata 12.1.1994)
- Francesco Alberto Covello
- Romualdo Coviello
- Stefano Cusumano
- Saverio D'Amelio
- Germano De Cinque
- Vincenzo De Cosmo
- Giorgio De Giuseppe
- Aldo De Matteo
- Salverino De Vito
- Osvaldo Di Lembo
- Mario Di Nubila
- Angelo Donato
- Giuseppe Doppio
- Pietro Fabris
- Amintore Fanfani
- Mauro Favilla
- Bruno Ferrari
- Alessandro Fontana (konec mandata 29.7.1992)
- Paolo Polenta (začetek mandata 30.7.1992)

- Elio Fontana
- Giovanni Angelo Fontana (konec mandata 29.7.1992)
- Enzo Zotti (začetek mandata 30.7.1992)

- Armando Foschi
- Luigi Genovese
- Antonio Giagu Demartini
- Giuseppe Giovanniello
- Cesare Golfari
- Luigi Granelli
- Niccolò Grassi Bertazzi
- Antonio Guerritore (začetek mandata 7.8.1992)
- Giuseppe Guzzetti
- Manlio Ianni
- Tullio Innocenti
- Vincenzo Inzerillo
- Rosa Jervolino Russo (konec mandata 29.7.1992)
- Corradino Di Stefano (začetek mandata 30.7.1992)

- Ezio Leonardi
- Giovanni Leone
- Arcangelo Lobianco
- Enzo Mario Nino Lombardi
- Mino Martinazzoli
- Vincenzo Meo
- Francesco Merloni (konec mandata 29.7.1992)
- Giovanni Venturi (začetek mandata 30.7.1992)

- Carlo Merolli
- Paolo Micolini
- Pietro Montresori
- Giampaolo Mora
- Antonino Murmura
- Bruno Napoli
- Bruno Orsini
- Francesco Parisi
- Angelo Pavan
- Angelo Picano
- Flaminio Piccoli
- Michele Pinto
- Francesco Pistoia
- Giorgio Postal
- Emilio Pulli
- Giovanni Battista Rabino
- Luciano Radi
- Renato Ravasio
- Delio Redi
- Alberto Robol
- Carmelo Santalco
- Emilio Paolo Taviani
- Antonio Ventre
- Claudio Vitalone (konec mandata 6.8.1992)
- Giorgio Moschetti (začetek mandata 7.8.1992)

- Giuseppe Zamberletti
- Andrea Zangara
- Ortensio Zecchino

## Leva demokracija
- Elios Andreini
- Luana Angeloni
- Maurizio Bacchin (konec mandata 10.3.1993)
- Paolo Peruzza (začetek mandata 10.3.1993)

- Monica Bettoni Brandani
- Arrigo Boldrini
- Alcibiade Boratto
- Roberto Borroni
- Diodato Bratina
- Giuseppe Brescia
- Alfio Brina
- Anna Maria Bucciarelli
- Salvatore Cherchi
- Franca D'Alessandro Prisco
- Maria Grazia Daniele Galdi
- Ada Valeria Fabj
- Giovanni Lorenzo Forcieri
- Antonio Franchi
- Carmine Garofalo
- Lorenzo Gianotti
- Fausto Giovanelli
- Pierangelo Giovanolla
- Augusto Guido Graziani (začetek mandata 20.4.1993)
- Francesco Greco
- Luciano Guerzoni
- Luciano Lama
- Giorgio Londei
- Rocco Vito Loreto
- Giuseppe Luongo
- Cosimo Ennio Masiello
- Maurizio Mesoraca
- Francesco Nerli
- Venanzio Nocchi
- Maria Grazia Pagano
- Ugo Pecchioli
- Enrico Pelella
- Giovanni Pellegrino
- Marco Pezzoni
- Terzo Pierani
- Michelangelo Russo
- Marcello Stefanini
- Ippazio Stefano
- Maria Taddei
- Glauco Torlontano
- Graziella Tossi
- Mario Tronti
- Grazia Zuffa

## Socialistična stranka Italije
- Arduino Agnelli
- Ezio Anesi
- Norberto Bobbio
- Margherita Boniver
- Maurizio Calvi
- Agata Alma Cappiello
- Giorgio Casoli
- Luigi Covatta
- Costantino Dell'Osso
- Francesco De Martino
- Paolo Fogu
- Francesco Forte
- Luigi Franza
- Salvatore Frasca
- Raimondo Galuppo
- Giorgio Gangi
- Luciano Giorgi
- Gino Giugni
- Vittorio Liberatori
- Maria Rosaria Manieri
- Elena Marinucci Mariani
- Vittorio Marniga
- Antonio Muratore
- Luigi Pierri
- Pietro Pizzo
- Nicola Putignano
- Santi Rapisarda
- Franco Reviglio
- Giovanni Ricevuto
- Armando Riviera
- Giorgio Ruffolo
- Giuseppe Russo
- Raffaele Russo
- Gino Scevarolli
- Massimo Struffi
- Antonio Vozzi
- Wolfango Zappasodi
- Sisinio Zito

## Severna liga
- Giuseppe Bodo
- Rinaldo Bosco
- Erminio Enzo Boso
- Andrea Guglieri
- Giuseppe Leoni
- Elia Manara
- Donato Manfroi
- Gianfranco Miglio
- Luigi Moretti (konec mandata 29.7.1992)
- Paolo Gibertoni (začetek mandata 30.7.1992)

- Achille Ottaviani
- Giancarlo Pagliarini
- Gianpaolo Paini
- Claudio Percivalle (konec mandata 28.10.1992)
- Luciano Lorenzi (začetek mandata 10.11.1992)

- Valentino Perin
- Carlo Pisati
- Marco Preioni
- Massimo Scaglione
- Francesco Tabladini
- Angiola Zilli

## Reformirani komunisti
- Giuliano Boffardi
- Virgilio Condarcuri
- Armando Cossutta
- Edda Fagni
- Primo Galdelli
- Roberto Giollo
- Luigi Grassani
- Adriano Icardi
- Luigi Manna
- Luciano Manzi (začetek mandata 22.9.1993)
- Fausto Marchetti
- Luigi Meriggi
- Vittorio Parisi
- Francesco Raffaele Piccolo
- Aldo Sartori

## Italijansko socialno gibanje - nacionalna desnica
- Cristoforo Filetti
- Michele Florino
- Bruno Magliocchetti
- Giuseppe Mininni-Jannuzzi
- Romano Misserville
- Marisa Moltisanti
- Antonio Rastrelli
- Giuseppe Resta
- Giuseppe Specchia
- Roberto Visibelli

## Republikanci
- Luciano Benetton
- Giovanni Ferrara Salute
- Vincenzo Garraffa
- Antonio Maccanico
- Giovanni Spadolini
- Armando Stefanelli
- Leo Valiani
- Bruno Visentini

## Verdi - La Rete
- Girolamo Cannariato
- Vito Ferrara
- Giuseppina Maisano Grassi
- Annamaria Procacci

## Liberalci
- Francesco Candioto
- Valentino Martelli
- Carlo Luigi Scognamiglio Pasini

## Mešano
- Giovanni Agnelli
- Vincenza Bono Parrino
- Francesco Candioto
- Girolamo Cannariato
- Pietro Secondo Carniti (začetek mandata 15.11.1993)
- Luigi Compagna
- Antonio Michele Coppi
- Francesco Cossiga (začetek mandata 29.4.1992)
- Elidio De Paoli
- Cesare Amato Dujany
- Pasquale Ferrara
- Karl Ferrari
- Vito Ferrara
- Giuseppina Maisano Grassi
- Carmine Mancuso
- Valentino Martelli
- Emilio Molinari
- Giacomo Paire
- Annamaria Procacci
- Carla Rocchi
- Pierluigi Ronzani
- Hans Rubner
- Carlo Luigi Scognamiglio Pasini